# 사이온지 하치로
사이온지 하치로(일본어: 西園寺八郎, 1881년 4월 22일 ~ 1946년 7월 1일)는 일본의 관료이다. 귀족원 의원을 지냈다. 훈1등 서보장(瑞寶章)을 받았으며, 공작위를 가지고 있었다.

## 생애
1881년에 옛 조슈번주 모리 모토노리의 여덟번째 아들로 태어났다. 1906년 사이온지 긴모치 공작의 딸과 결혼해 데릴사위로 들어갔다. 사이온지 긴모치가 파리 강화 회의 때 전권대사로 프랑스를 방문했을 때 아내와 함께 장인을 수행했다.
궁내성에서는 식부차장(式部次長) 등을 지냈으며, 동궁어소에서 히로히토 황태자에게 궁중 제례를 가르쳤다. 1928년 훈1등 서보장을 받았으며, 1940년 장인 긴모치 사후에 공작위를 물려받았다.

## 사후
장남 긴카즈(公一)는 조르게 사건(리하르트 조르게) 당시 가독(家督) 상속권을 박탈당하였기 때문에 사이온지 가문의 당주 자리는 셋째 아들 후지오(不二男)가 대신 물려받았다. 무덤은 도쿄도 후추시와 고가네이시에 걸쳐 있는 도쿄 도영 다마 공동묘지에 있으며, 아내 사이온지 신과 셋째 아들 후지오의 무덤도 함께 있다.